# Dadi Mulyo (Madang Suku II)
Dadi Mulyo is een bestuurslaag in het regentschap Ogan Komering Ulu van de provincie Zuid-Sumatra, Indonesië. Dadi Mulyo telt 1073 inwoners (volkstelling 2010).